# Chionaema rufifrons
Chionaema rufifrons är en fjärilsart som beskrevs av Rothschild 1912. Chionaema rufifrons ingår i släktet Chionaema och familjen björnspinnare. Inga underarter finns listade i Catalogue of Life.